# 聖マリヌス
聖マリヌス（せいマリヌス、ラテン語: Saint Marinus,[məˈriːnəs]; イタリア語: San Marino）は、キリスト教の聖人。彼の建てた教会や修道院を中心としたコミュニティが発展して、のちにサンマリノとなった。

## 概要

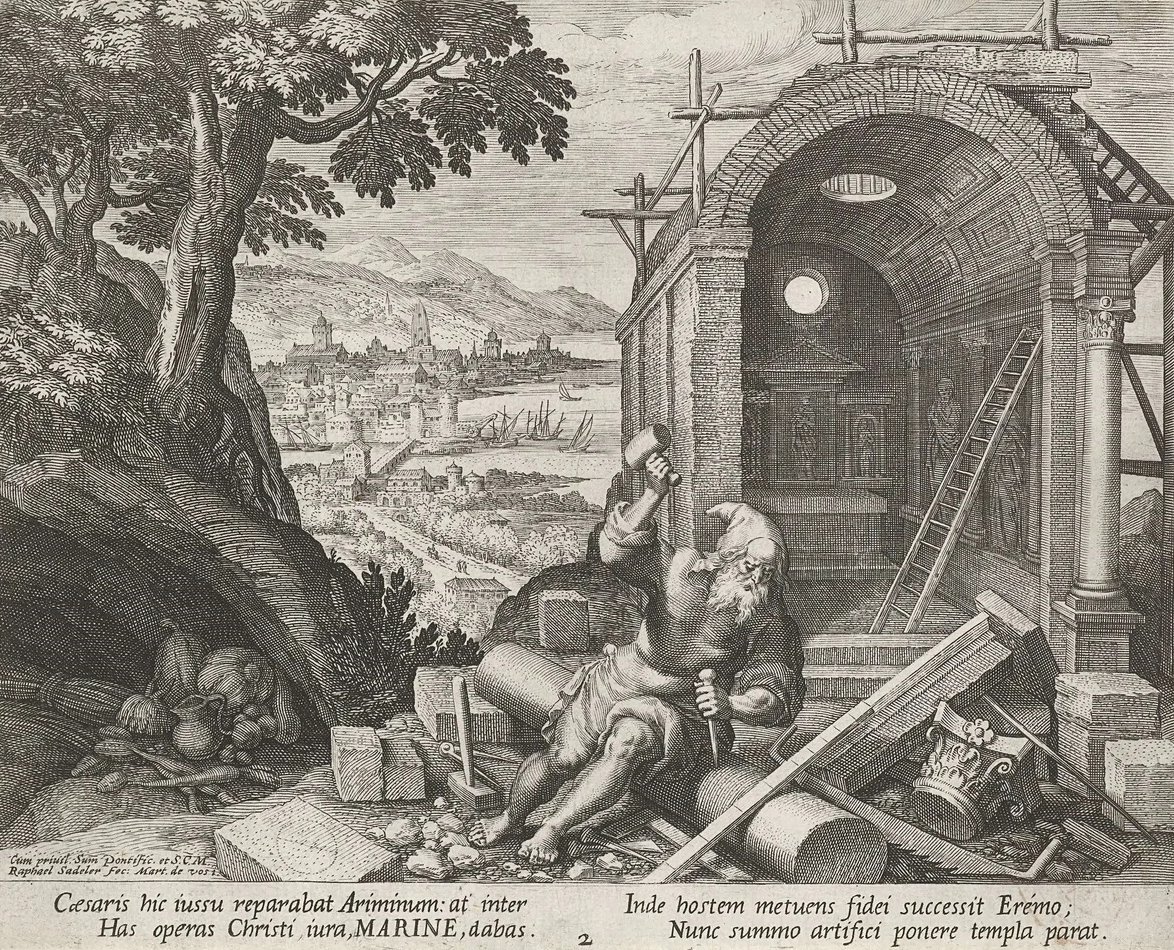
礼拝堂/修道院で作業をする聖マリヌス

伝承では、マリヌスはディオクレティアヌス帝のキリスト教徒迫害を逃れたアルバ島（現・クロアチア領ラブ島）出身の石工であった。リミニ司教のガウデンティウスによって助祭に任ぜられる。その後ダルマチアからマリヌスの妻を名乗る女性が現れ、マリヌスを誘惑するが失敗し、訴追したのでティターノ山に逃れ、教会を建てた。 

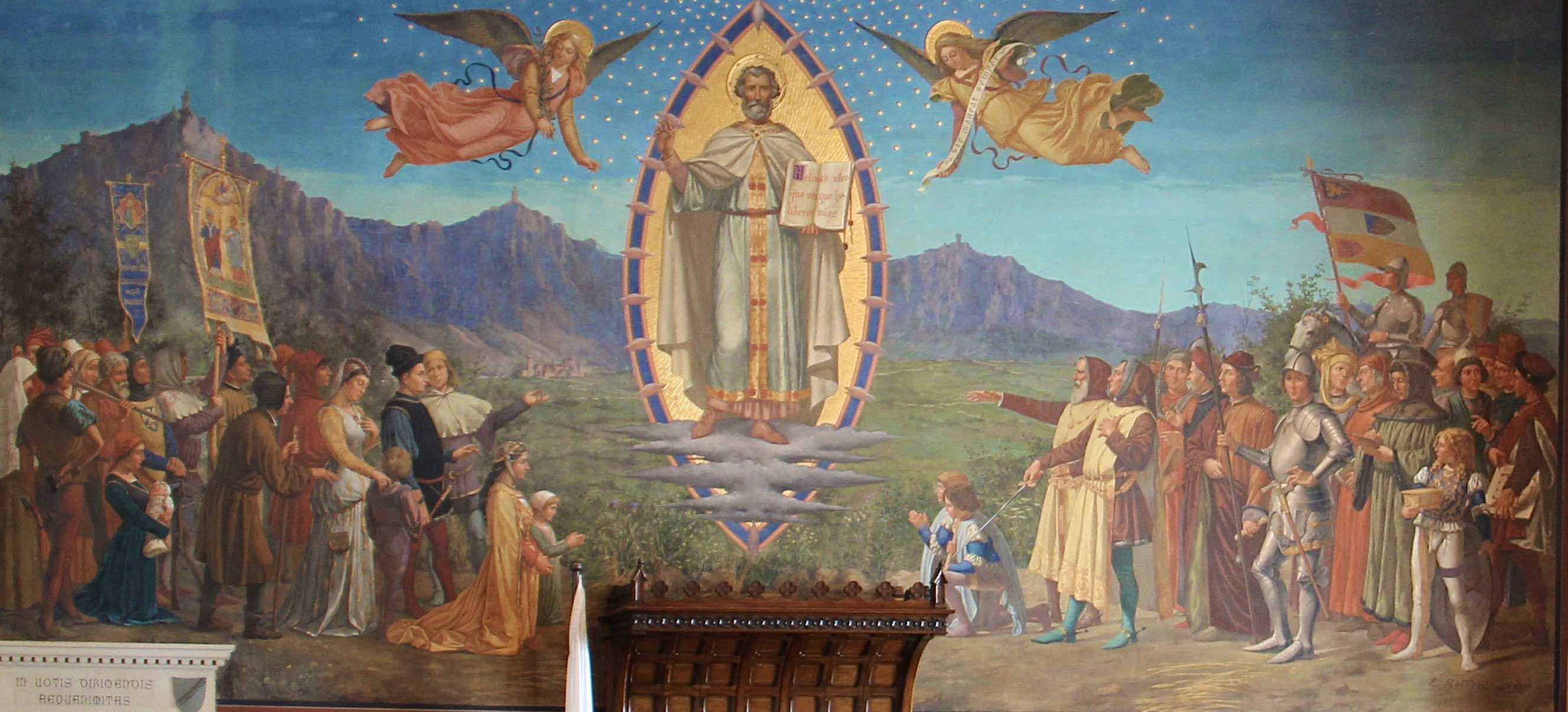
サンマリノ政庁舎にあるサンマリノの民衆の面前に天より降り立つ聖マリヌスの絵画

彼の死後、マリヌスは列聖され、サンマリノは修道院を中心に据える国家に発展した。301年9月3日にマリヌスがサンマリノの地に教会を創設したというが、この日は現在、共和国創立記念日としてサンマリノの祝日となっている。 彼はローマ・カトリックと東方正教会で聖人とされている。
聖マリヌスと彼の生涯について初めて文献が現れたのは10世紀であった。また、Acta Sanctorumにも彼の生涯について編纂されている。